# Charadrius bicinctus
Il corriere dai due collari (Charadrius bicinctus, Jardine & Selby 1827) è un uccello della famiglia dei Charadriidae.

## Sistematica
Charadrius bicinctus ha due sottospecie:
- Charadrius bicinctus bicinctus
- Charadrius bicinctus exilis

## Distribuzione e habitat
La sottospecie C. b. bicinctus nidifica in Nuova Zelanda e sulle Isole Chatham, mentre d'inverno migra in Australia e sulle Isole Figi; è di passo su Vanuatu e in Nuova Caledonia. C. b. exilis è invece stanziale e nidifica sulle Isole Auckland.